# 苏州上方山森林动物世界
苏州上方山森林动物世界又名蘇州市動物園或蘇州動物園，是中華人民共和國江蘇省苏州市的一家由苏州市园林和绿化管理局管轄的动物园。

## 历史
1954年5月1日在平江區白塔东路东端落成。白塔東路原址是一家名為「昌善局」的殯舍。2016年10月1日，動物園搬遷至苏州高新技术产业开发区横塘街道上方山南麓，並加掛名稱「苏州上方山森林动物世界」，毗邻苏州上方山国家森林公园。目前中国仅存的一只斑鳖饲养于该园。

## 外部連結
- 官方网站